# Léopold Wolff
Pour les articles homonymes, voir Wolff.
Léopold Wolff, né le 4 octobre 1863 à Nancy et mort, dans la même ville, le 1er novembre 1924, est un sculpteur ornemaniste français.

## Biographie
Léopold Wolff est né le 4 octobre 1863 à Nancy.
Il est actif dans sa ville natale dont il orne des bâtiments de style Art nouveau, comme la maison du no 6 ter quai de la Bataille. Il habitait au no 4 rue de Saint-Lambert à Nancy au moment de son mariage en 1892 avec Marie Antoinette Célestine Peyrier.
Il meurt à Nancy le 1er novembre 1924.

## Œuvres
- Brasserie Excelsior, à Nancy[4] ;
- Maison du Docteur Paul Jacques à Nancy, 1905.